# Corrado Gelli
Corrado Gelli (Pistoia, 16 febbraio 1914 – Pistoia, 5 dicembre 1981) è stato un politico italiano e sindaco del Comune di Pistoia dal 1960 al 1970.